# Петерсен, Юлиус (литературовед)
Юлиус Петерсен (нем. Julius Petersen; 5 ноября 1878, Страсбург — 22 августа 1941, Мурнау-ам-Штаффельзе) — немецкий литературовед, автор теории литературных поколений.

## Биография
Сын юриста Юлиуса Петерсена (1835—1909), депутата Рейхстага и судьи Имперского суда. Окончил Школу Святого Николая в Лейпциге (1897). Учился в Лозанне, Мюнхене, Лейпциге и Берлине, среди его учителей были Альберт Кёстер, Вильгельм Дильтей, Эрих Шмидт и Генрих Вёльфлин. В 1903 году защитил в Берлине докторскую диссертацию «Шиллер и театр» (нем. Schiller und die Bühne). В 1909 году габилитировался в Мюнхене с диссертацией «Рыцарство в изображении Иоханнеса Роте» (нем. Das Rittertum in der Darstellung des Johannes Rothe).
Преподавал сперва частным образом, в 1912 году приглашённый профессор Йельского университета. По возвращении в Европу в 1912—1914 годах в Базельском университете, в 1914—1915 годах во Франкфуртском университете. Затем в течение года на военной службе. С 1920 года и до конца жизни профессор немецкой литературы Нового времени в Берлинском университете, содиректор, а с 1933 года единоличный директор семинара по германистике. Одновременно с 1923 года возглавлял, вместе с Максом Германом, Институт театроведения при Берлинском университете, с 1933 года его единоличный директор. С 1924 года главный редактор «Немецкой литературной газеты» (Deutsche Litteraturzeitung). Выступал с лекциями в Португалии (1927), США (1933), Англии и Эстонии (1935).
В годы нацистского режима многократно выступал в поддержку государственной политики, опубликовал книгу «Мечта о Третьем Рейхе в немецких легендах и поэзии» (нем. Die Sehnsucht nach dem Dritten Reich in deutscher Sage und Dichtung; 1934).
Действительный член Прусской академии наук (1922), член-корреспондент Баварской академии наук (1927), президент Гётевского общества (1927—1937). Почётный доктор Амстердамского (1932) и Софийского (1939) университетов.

## Научная деятельность
Петерсен был крупным специалистом по немецкой литературе и театру нескольких столетий. Он занимался подготовкой академических изданий Гёте, Шиллера, Гёльдерлина, много работал с творческим наследием Теодора Фонтане, опубликовал монографии «Сущность немецкого романтизма» (нем. Die Wesensbestimmung der deutschen Romantik; 1926) и «„Фауст“ Гёте на немецкой сцене» (нем. Goethes Faust auf der deutschen Bühne; 1929).
В поздние годы интерес Петерсена сместился в сторону более общих проблем, знаком чего стала его монография «Литературные поколения» (нем. Die literarischen Generationen; 1930) — первая попытка научного осмысления понятия поколения применительно к литературе. Работал над фундаментальным трудом по общей теории и методологии литературоведения под названием «Наука о поэзии» (нем. Die Wissenschaft von der Dichtung); завершил и опубликовал первый том под названием «Произведение и поэт» (нем. Werk und Dichter; 1939); от второго тома «Поэзия в пространстве и времени» (нем. Dichtung in Raum und Zeit) остались только наброски.

## Влияние
Наибольшее влияние разработанная Петерсеном концепция литературных поколений оказала на испанскую литературную и критическую мысль. В России о влиянии Петерсена на свои идеи о литературных поколениях говорил литературный критик Дмитрий Кузьмин.